# 下塞恩

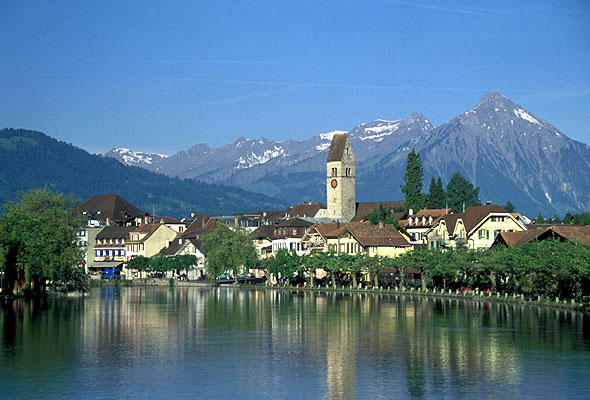

下森（Unterseen）是瑞士的城鎮，位於該國中西部，由伯恩州負責管轄，面積14.03平方公里，海拔高度567米，2011年人口5,505，六成半人口信奉基督教，人口密度每平方公里392人。